# Velká cena Emilia Romagna silničních motocyklů 2024
Velká cena Emilia Romagna (oficiálně Gran Premio Pramac dell'Emilia-Romagna} byla čtrnáctým závodním víkendem mistrovství světa silničních motocyklů 2024. Konala se 20. - 22. září na okruhu Misano World Circuit Marco Simoncelli.
Jela se jako náhrada za zrušenou Velkou cenu Kazachstánu.

## Okruh
| Misano World Circuit Marco Simoncelli | Misano World Circuit Marco Simoncelli |
| ------------------------------------- | ------------------------------------- |
|                                       |                                       |
| Délka                                 | 4.226 km                              |
| Počet zatáček                         | 16                                    |

## Časový harmonogram
| Datum    | Třída  | Aktivita        | Start           |
| -------- | ------ | --------------- | --------------- |
| 20. září | Moto3  | Volný trénink   | 9.00 (35 min.)  |
| 20. září | Moto2  | Volný trénink   | 9:50 (40 min.)  |
| 20. září | MotoGP | Volný trénink 1 | 10:45 (45 min.) |
| 20. září | Moto3  | Trénink 1       | 13:15 (50 min.) |
| 20. září | Moto2  | Trénink 1       | 14:05 (40 min.) |
| 20. září | MotoGP | Trénink         | 15:00 (60 min.) |
| 21. září | Moto3  | Trénink 2       | 8:40 (30 min.)  |
| 21. září | Moto2  | Trénink 2       | 9:25 (30 min.)  |
| 21. září | MotoGP | Volný trénink 2 | 10:10 (55 min.) |
| 21. září | MotoGP | Kvalifikace 1   | 10:50 (15 min.) |
| 21. září | MotoGP | Kvalifikace 2   | 11:15 (15 min.) |
| 21. září | Moto3  | Kvalifikace 1   | 12:50 (15 min.) |
| 21. září | Moto3  | Kvalifikace 2   | 13:15 (15 min.) |
| 21. září | Moto2  | Kvalifikace 1   | 13:45 (15 min.) |
| 21. září | Moto2  | Kvalifikace 2   | 14:10 (15 min.) |
| 21. září | MotoGP | Sprint          | 15:00 (13 kol)  |
| 22. září | MotoGP | Warm Up         | 8:40 (10 min.)  |
| 22. září | Moto3  | Závod           | 10:00 (20 kol)  |
| 22. září | Moto2  | Závod           | 11:15 (22 kol)  |
| 22. září | MotoGP | Závod           | 13:00 (27 kol)  |
| Zdroj:   |        |                 |                 |

## Startovní listina

### Změny

#### Moto2
Matteo Ferrari jel jako jezdec na divokou kartu.
| #      | Jezdec                  | Tým                               | Motocykl                |
| MotoGP | MotoGP                  | MotoGP                            | MotoGP                  |
| ------ | ----------------------- | --------------------------------- | ----------------------- |
| 1      | Francesco Bagnaia       | Ducati Lenovo Team                | Ducati Desmosedici GP24 |
| 5      | Johann Zarco            | Castrol Honda LCR                 | Honda RC213V            |
| 10     | Luca Marini             | Repsol Honda Team                 | Honda RC213V            |
| 12     | Maverick Viñales        | Aprilia Racing                    | Aprilia RS-GP24         |
| 20     | Fabio Quartararo        | Monster Energy Yamaha MotoGP Team | Yamaha YZR-M1           |
| 21     | Franco Morbidelli       | Prima Pramac Racing               | Ducati Desmosedici GP24 |
| 23     | Enea Bastianini         | Ducati Lenovo Team                | Ducati Desmosedici GP24 |
| 25     | Raúl Fernández          | Trackhouse Racing                 | Aprilia RS-GP23         |
| 30     | Takaaki Nakagami        | Castrol Honda LCR                 | Honda RC213V            |
| 31     | Pedro Acosta            | Red Bull GasGas Tech3             | KTM RC16                |
| 33     | Brad Binder             | Red Bull KTM Factory Racing       | KTM RC16                |
| 36     | Joan Mir                | Repsol Honda Team                 | Honda RC213V            |
| 37     | Augusto Fernández       | Red Bull GasGas Tech3             | KTM RC16                |
| 41     | Aleix Espargaró         | Aprilia Racing                    | Aprilia RS-GP24         |
| 42     | Álex Rins               | Monster Energy Yamaha MotoGP Team | Yamaha YZR-M1           |
| 43     | Jack Miller             | Red Bull KTM Factory Racing       | KTM RC16                |
| 49     | Fabio Di Giannantonio   | Pertamina Enduro VR46 Racing Team | Ducati Desmosedici GP23 |
| 72     | Marco Bezzecchi         | Pertamina Enduro VR46 Racing Team | Ducati Desmosedici GP23 |
| 73     | Álex Márquez            | Gresini Racing MotoGP             | Ducati Desmosedici GP23 |
| 88     | Miguel Oliveira         | Trackhouse Racing                 | Aprilia RS-GP24         |
| 89     | Jorge Martín            | Prima Pramac Racing               | Ducati Desmosedici GP24 |
| 93     | Marc Márquez            | Gresini Racing MotoGP             | Ducati Desmosedici GP23 |
| Moto2  |                         |                                   |                         |
| #      | Jezdec                  | Tým                               | Motocykl                |
| 3      | Sergio García           | MT Helmets - MSi                  | Boscoscuro B-24         |
| 5      | Jaume Masià             | Preicanos Racing Team             | Kalex Moto2             |
| 7      | Barry Baltus            | RW-Idrofoglia Racing GP           | Kalex Moto2             |
| 9      | Jorge Navarro           | Klint Forward Factory Team        | Forward F2              |
| 10     | Diogo Moreira           | Italtrans Racing Team             | Kalex Moto2             |
| 11     | Matteo Ferrari          | Felo Gresini MotoE                | Kalex Moto2             |
| 12     | Filip Salač             | Elf Marc VDS Racing Team          | Kalex Moto2             |
| 13     | Celestino Vietti        | Red Bull KTM Ajo                  | Kalex Moto2             |
| 14     | Tony Arbolino           | Elf Marc VDS Racing Team          | Kalex Moto2             |
| 15     | Darryn Binder           | Liqui Moly Husqvarna Intact GP    | Kalex Moto2             |
| 16     | Joe Roberts             | OnlyFans American Racing Team     | Kalex Moto2             |
| 18     | Manuel González         | QJmotor Gresini Moto2             | Kalex Moto2             |
| 19     | Mattia Pasini           | Speed Up Racing                   | Boscoscuro B-24         |
| 20     | Xavi Cardelús           | Fantic Racing                     | Kalex Moto2             |
| 21     | Alonso López            | Speed Up Racing                   | Boscoscuro B-24         |
| 22     | Ayumu Sasaki            | Yamaha VR46 Master Camp Team      | Kalex Moto2             |
| 24     | Marcos Ramírez          | OnlyFans American Racing Team     | Kalex Moto2             |
| 28     | Izan Guevara            | CFMoto Aspar Team                 | Kalex Moto2             |
| 34     | Mario Aji               | Idemitsu Honda Team Asia          | Kalex Moto2             |
| 35     | Somkiat Chantra         | Idemitsu Honda Team Asia          | Kalex Moto2             |
| 40     | Unai Orradre            | Klint Forward Factory Team        | Forward F2              |
| 43     | Xavier Artigas          | Klint Forward Factory Team        | Forward F2              |
| 44     | Arón Canet              | Fantic Racing                     | Kalex Moto2             |
| 52     | Jeremy Alcoba           | Yamaha VR46 Master Camp Team      | Kalex Moto2             |
| 53     | Deniz Öncü              | Red Bull KTM Ajo                  | Kalex Moto2             |
| 54     | Fermín Aldeguer         | Speed Up Racing                   | Boscoscuro B-24         |
| 64     | Bo Bendsneyder          | Preicanos Racing Team             | Kalex Moto2             |
| 71     | Dennis Foggia           | Italtrans Racing Team             | Kalex Moto2             |
| 75     | Albert Arenas           | QJmotor Gresini Moto2             | Kalex Moto2             |
| 79     | Ai Ogura                | MT Helmets - MSi                  | Boscoscuro B-24         |
| 81     | Senna Agius             | Liqui Moly Husqvarna Intact GP    | Kalex Moto2             |
| 84     | Zonta van den Goorbergh | RW-Idrofoglia Racing GP           | Kalex Moto2             |
| 96     | Jake Dixon              | CFMoto Aspar Team                 | Kalex Moto2             |
| Moto3  |                         |                                   |                         |
| #      | Jezdec                  | Tým                               | Motocykl                |
| 5      | Tatchakorn Buasri       | Honda Team Asia                   | Honda NSF250RW          |
| 6      | Ryusei Yamanaka         | MT Helmets -MSi                   | KTM RC250GP             |
| 7      | Filippo Farioli         | Sic58 Squadra Corse               | Honda NSF250RW          |
| 10     | Nicola Carraro          | LevelUp - MTA                     | KTM RC250GP             |
| 12     | Jacob Roulstone         | Red Bull GasGas Tech3             | Gas Gas RC250GP         |
| 18     | Matteo Bertelle         | Rivacold Snipers Team             | Honda NSF250RW          |
| 19     | Scott Ogden             | MLav Racing                       | Honda NSF250RW          |
| 21     | Vicente Pérez           | Red Bull KTM Ajo                  | KTM RC250GP             |
| 22     | David Almansa           | Rivacold Snipers Team             | Honda NSF250RW          |
| 24     | Tatsuki Suzuki          | Liqui Moly Husqvarna Intact GP    | Husqvarna FR250GP       |
| 31     | Adrián Fernández        | Leopard Racing                    | Honda NSF250RW          |
| 34     | Jakob Rosenthaler       | Liqui Moly Husqvarna Intact GP    | Husqvarna FR250GP       |
| 36     | Ángel Piqueras          | Leopard Racing                    | Honda NSF250RW          |
| 48     | Iván Ortolá             | MT Helmets - MSi                  | KTM RC250GP             |
| 54     | Riccardo Rossi          | CIP Green Power                   | KTM RC250GP             |
| 55     | Noah Dettwiler          | CIP Green Power                   | KTM RC250GP             |
| 58     | Luca Lunetta            | Sic58 Squadra Corse               | Honda NSF250RW          |
| 64     | David Muñoz             | Boé Motorsports                   | KTM RC250GP             |
| 66     | Joel Kelso              | Boé Motorsports                   | KTM RC250GP             |
| 72     | Taiyo Furusato          | Honda Team Asia                   | Honda NSF250RW          |
| 78     | Joel Esteban            | CFMoto Aspar Team                 | CFMoto Moto3            |
| 80     | David Alonso            | CFMoto Aspar Team                 | CFMoto Moto3            |
| 82     | Stefano Nepa            | LevelUp - MTA                     | KTM RC250GP             |
| 85     | Xabi Zurutuza           | Red Bull KTM Ajo                  | KTM RC250GP             |
| 95     | Collin Veijer           | Liqui Moly Husqvarna Intact GP    | Husqvarna FR250GP       |
| 96     | Daniel Holgado          | Red Bull Gas Gas Tech3            | Gas Gas RC250GP         |
| 99     | José Antonio Rueda      | Red Bull KTM Ajo                  | KTM RC250GP             |

## MotoGP

### Kvalifikace
| *                                                      | *                                                 | *                                                 |
| _______1_______ Francesco Bagnaia Ducati 1:30.031      |                                                   |                                                   |
|                                                        | _______2_______ Jorge Martín Ducati 1:30.245      |                                                   |
|                                                        |                                                   | _______3_______ Enea Bastianini Ducati 1:30.564   |
| _______4_______ Brad Binder KTM 1:30.636               |                                                   |                                                   |
|                                                        | _______5_______ Pedro Acosta KTM 1:30.731         |                                                   |
|                                                        |                                                   | _______6_______ Marco Bezzecchi Ducati 1:30.837   |
| _______7_______ Marc Márquez Ducati 1:30.880           |                                                   |                                                   |
|                                                        | _______8_______ Maverick Viñales Aprilia 1:30.909 |                                                   |
|                                                        |                                                   | _______9_______ Fabio Quartararo Yamaha 1:30.921  |
| _______10_______ Franco Morbidelli Ducati 1:30.932     |                                                   |                                                   |
|                                                        | _______11_______ Aleix Espargaró Aprilia 1:31.037 |                                                   |
|                                                        |                                                   | _______12_______ Miguel Oliveira Aprilia 1:31.114 |
| _______13_______ Fabio Di Giannantonio Ducati 1:31.285 |                                                   |                                                   |
|                                                        | _______14_______ Raúl Fernández Aprilia 1:31.402  |                                                   |
|                                                        |                                                   | _______15_______ Luca Marini Honda 1:31.428       |
| _______16_______ Joan Mir Honda 1:31.450               |                                                   |                                                   |
|                                                        | _______17_______ Johann Zarco Honda 1:31.501      |                                                   |
|                                                        |                                                   | _______18_______ Augusto Fernández KTM 1:31.554   |
| _______19_______ Jack Miller KTM 1:31.695              |                                                   |                                                   |
|                                                        | _______20_______ Takaaki Nakagami Honda 1:32.061  |                                                   |
|                                                        |                                                   | _______21_______ Álex Márquez Ducati 1:32.332     |
| ------------------------------------------------------ | ------------------------------------------------- | ------------------------------------------------- |

Zdroj

### Sprint
| Pozice | Jezdec                | Motocykl | Kola | Čas       | Body |
| ------ | --------------------- | -------- | ---- | --------- | ---- |
| 1      | Francesco Bagnaia     | Ducati   | 13   | 19:50.237 | 12   |
| 2      | Jorge Martín          | Ducati   | 13   | +0.285    | 9    |
| 3      | Enea Bastianini       | Ducati   | 13   | +1.319    | 7    |
| 4      | Marc Márquez          | Ducati   | 13   | +5.386    | 6    |
| 5      | Pedro Acosta          | KTM      | 13   | +6.580    | 5    |
| 6      | Brad Binder           | KTM      | 13   | +8.143    | 4    |
| 7      | Fabio Quartararo      | Yamaha   | 13   | +8.405    | 3    |
| 8      | Marco Bezzecchi       | Ducati   | 13   | +8.965    | 2    |
| 9      | Franco Morbidelli     | Ducati   | 13   | +9.271    | 1    |
| 10     | Maverick Viñales      | Aprilia  | 13   | +9.538    |      |
| 11     | Miguel Oliveira       | Aprilia  | 13   | +11.542   |      |
| 12     | Aleix Espargaró       | Aprilia  | 13   | +12.049   |      |
| 13     | Álex Márquez          | Ducati   | 13   | +16.566   |      |
| 14     | Jack Miller           | KTM      | 13   | +19.411   |      |
| 15     | Luca Marini           | Honda    | 13   | +20.101   |      |
| 16     | Johann Zarco          | Honda    | 13   | +20.598   |      |
| 17     | Raúl Fernández        | Aprilia  | 13   | +20.742   |      |
| 18     | Fabio Di Giannantonio | Ducati   | 13   | +22.819   |      |
| 19     | Takaaki Nakagami      | Honda    | 13   | +25.394   |      |
| 20     | Augusto Fernández     | KTM      | 13   | +25.431   |      |
| 21     | Joan Mir              | Honda    | 13   | +27.208   |      |
| Zdroj  |                       |          |      |           |      |

### Závod
| Pozice | Jezdec                | Motocykl | Kola | Čas       | Body |
| ------ | --------------------- | -------- | ---- | --------- | ---- |
| 1      | Enea Bastianini       | Ducati   | 27   | 41:14.653 | 25   |
| 2      | Jorge Martín          | Ducati   | 27   | +5.002    | 20   |
| 3      | Marc Márquez          | Ducati   | 27   | +7.848    | 16   |
| 4      | Marco Bezzecchi       | Ducati   | 27   | +9.200    | 13   |
| 5      | Franco Morbidelli     | Ducati   | 27   | +13.601   | 11   |
| 6      | Maverick Viñales      | Aprilia  | 27   | +15.484   | 10   |
| 7      | Fabio Quartararo      | Yamaha   | 27   | +20.922   | 9    |
| 8      | Aleix Espargaró       | Aprilia  | 27   | +22.795   | 8    |
| 9      | Álex Márquez          | Ducati   | 27   | +27.704   | 7    |
| 10     | Miguel Oliveira       | Aprilia  | 27   | +31.891   | 6    |
| 11     | Joan Mir              | Honda    | 27   | +33.062   | 5    |
| 12     | Luca Marini           | Honda    | 27   | +35.411   | 4    |
| 13     | Raúl Fernández        | Aprilia  | 27   | +36.335   | 3    |
| 14     | Fabio Di Giannantonio | Ducati   | 27   | +37.395   | 2    |
| 15     | Johann Zarco          | Honda    | 27   | +38.909   | 1    |
| 16     | Jack Miller           | KTM      | 27   | +40.454   |      |
| 17     | Takaaki Nakagami      | Honda    | 27   | +46.394   |      |
| 18     | Augusto Fernández     | KTM      | 27   | +47.755   |      |
| 19     | Brad Binder           | KTM      | 27   | +1.25.918 |      |
| DNF    | Francesco Bagnaia     | Ducati   | 20   | Pád       |      |
| DNF    | Pedro Acosta          | KTM      | 8    | Pád       |      |
| Zdroj  |                       |          |      |           |      |

### Stav mistrovství po závodě
| 1 | Jorge Martín      | 341 | 1 | Ducati  | 500 | 1 | Ducati Lenovo Team                | 599 |
| 2 | Francesco Bagnaia | 317 | 2 | KTM     | 239 | 2 | Prima Pramac Racing               | 443 |
| 3 | Enea Bastianini   | 282 | 3 | Aprilia | 234 | 3 | Gresini Racing MotoGP             | 402 |
| 4 | Marc Márquez      | 281 | 4 | Yamaha  | 84  | 4 | Aprilia Racing                    | 276 |
| 5 | Brad Binder       | 165 | 5 | Honda   | 42  | 5 | Pertamina Enduro VR46 Racing Team | 229 |

## Moto2

### Kvalifikace
| *                                                  | *                                                      | *                                                   |
| _______1_______ Arón Canet Kalex 1:34.935          |                                                        |                                                     |
|                                                    | _______2_______ Joe Roberts Kalex 1:34.939             |                                                     |
|                                                    |                                                        | _______3_______ Tony Arbolino Kalex 1:34.945        |
| _______4_______ Celestino Vietti Kalex 1:34.972    |                                                        |                                                     |
|                                                    | _______5_______ Jake Dixon Kalex 1:35.230              |                                                     |
|                                                    |                                                        | _______6_______ Fermín Aldeguer Boscoscuro 1:35.279 |
| _______7_______ Ai Ogura Boscoscuro 1:35.307       |                                                        |                                                     |
|                                                    | _______8_______ Zonta van den Goorbergh Kalex 1:35.380 |                                                     |
|                                                    |                                                        | _______9_______ Dennis Foggia Kalex 1:35.403        |
| _______10_______ Marcos Ramírez Kalex 1:35.410     |                                                        |                                                     |
|                                                    | _______11_______ Senna Agius Kalex 1:35.427            |                                                     |
|                                                    |                                                        | _______12_______ Filip Salač Kalex 1:35.439         |
| _______13_______ Sergio García Boscoscuro 1:35.443 |                                                        |                                                     |
|                                                    | _______14_______ Albert Arenas Kalex 1:35.463          |                                                     |
|                                                    |                                                        | _______15_______ Manuel González Kalex 1:35.464     |
| _______16_______ Barry Baltus Kalex 1:35.491       |                                                        |                                                     |
|                                                    | _______17_______ Alonso López Boscoscuro 1:35.540      |                                                     |
|                                                    |                                                        | _______18_______ Somkiat Chantra Kalex 1:35.805     |
| _______19_______ Diogo Moreira Kalex 1:35.518      |                                                        |                                                     |
|                                                    | _______20_______ Darryn Binder Kalex 1:35.701          |                                                     |
|                                                    |                                                        | _______21_______ Jaume Masià Kalex 1:35.725         |
| _______22_______ Ayumu Sasaki Kalex 1:35.888       |                                                        |                                                     |
|                                                    | _______23_______ Jeremy Alcoba Kalex 1:35.929          |                                                     |
|                                                    |                                                        | _______24_______ Izan Guevara Kalex 1:35.989        |
| _______25_______ Matteo Ferrari Kalex 1:36.259     |                                                        |                                                     |
|                                                    | _______26_______ Mario Aji Kalex 1:36.457              |                                                     |
|                                                    |                                                        | _______27_______ Deniz Öncü Kalex 1:36.474          |
| _______28_______ Álex Escrig Kalex 1:36.639        |                                                        |                                                     |
|                                                    | _______29_______ Daniel Muñoz Kalex 1:36.758           |                                                     |
|                                                    |                                                        | _______30_______ Xavi Cardelús Forward 1:36.904     |
| _______31_______ Xavier Artigas Forward 1:37.188   |                                                        |                                                     |
| -------------------------------------------------- | ------------------------------------------------------ | --------------------------------------------------- |

Zdroj:

### Závod
| Pozice | Jezdec                  | Motocykl   | Kola | Čas                       | Body |
| ------ | ----------------------- | ---------- | ---- | ------------------------- | ---- |
| 1      | Celestino Vietti        | Kalex      | 22   | 35:14.240                 | 25   |
| 2      | Arón Canet              | Kalex      | 22   | +0.029                    | 20   |
| 3      | Tony Arbolino           | Kalex      | 22   | +1.921                    | 16   |
| 4      | Ai Ogura                | Boscoscuro | 22   | +2.990                    | 13   |
| 5      | Fermín Aldeguer         | Boscoscuro | 22   | +4.491                    | 11   |
| 6      | Joe Roberts             | Kalex      | 22   | +9.807                    | 10   |
| 7      | Senna Agius             | Kalex      | 22   | +12.509                   | 9    |
| 8      | Marcos Ramírez          | Kalex      | 22   | +12.934                   | 8    |
| 9      | Alonso López            | Boscoscuro | 22   | +14.086                   | 7    |
| 10     | Filip Salač             | Kalex      | 22   | +16.055                   | 6    |
| 11     | Manuel González         | Kalex      | 22   | +16.465                   | 5    |
| 12     | Dennis Foggia           | Kalex      | 22   | +18.651                   | 4    |
| 13     | Izan Guevara            | Kalex      | 22   | +19.490                   | 3    |
| 14     | Somkiat Chantra         | Kalex      | 22   | +22.401                   | 2    |
| 15     | Jeremy Alcoba           | Kalex      | 22   | +23.042                   | 1    |
| 16     | Darryn Binder           | Kalex      | 22   | +23.441                   |      |
| 17     | Albert Arenas           | Kalex      | 22   | +23.548                   |      |
| 18     | Barry Baltus            | Kalex      | 22   | +24.393                   |      |
| 19     | Ayumu Sasaki            | Kalex      | 22   | +37.565                   |      |
| 20     | Daniel Muñoz            | Kalex      | 22   | +39.279                   |      |
| 21     | Mario Aji               | Kalex      | 22   | +40.346                   |      |
| 22     | Xavier Artigas          | Forward    | 22   | +50.153                   |      |
| 23     | Xavi Cardelús           | Kalex      | 22   | +52.487                   |      |
| 24     | Álex Escrig             | Forward    | 22   | +52.728                   |      |
| DNF    | Matteo Ferrari          | Kalex      | 16   | Technický problém         |      |
| DNF    | Zonta van den Goorbergh | Kalex      | 8    | Technický problém po pádu |      |
| DNF    | Jake Dixon              | Kalex      | 5    | Pád                       |      |
| DNF    | Sergio García           | Boscoscuro | 5    | Pád                       |      |
| DNF    | Jaume Masià             | Kalex      | 4    | Pád                       |      |
| DNF    | Deniz Öncü              | Kalex      | 3    | Pád                       |      |
| DNS    | Diogo Moreira           | Kalex      | 0    | Neodstartoval             |      |
| Zdroj  |                         |            |      |                           |      |

### Stav mistrovství po závodě
| 1 | Ai Ogura      | 188 | 1 | Kalex                  | 292 | 1 | MT Helmets – MSi              | 354 |
| 2 | Sergio García | 166 | 2 | Boscoscuro             | 288 | 2 | MB Conveyors Speed Up         | 273 |
| 3 | Joe Roberts   | 143 | 3 | Forward                | 6   | 3 | OnlyFans American Racing Team | 216 |
| 4 | Alonso López  | 140 |   |                        |     | 4 | QJmotor Gresini Moto2         | 183 |
| 5 | Jake Dixon    | 133 | 5 | CFMoto Inde Aspar Team | 158 |   |                               |     |

## Moto3

### Kvalifikace
| *                                                 | *                                                  | *                                                |
| _______1_______ Taiyo Furusato Honda 1:40.394     |                                                    |                                                  |
|                                                   | _______2_______ David Alonso CFMoto 1:40.453       |                                                  |
|                                                   |                                                    | _______3_______ Ángel Piqueras Honda 1:40.460    |
| _______4_______ Iván Ortolá KTM 1:40.461          |                                                    |                                                  |
|                                                   | _______5_______ Stefano Nepa KTM 1:40.510          |                                                  |
|                                                   |                                                    | _______6_______ Collin Veijer Husqvarna 1:40.614 |
| _______7_______ Adrián Fernández Honda 1:40.677   |                                                    |                                                  |
|                                                   | _______8_______ David Muñoz KTM 1:40.713           |                                                  |
|                                                   |                                                    | _______9_______ José Antonio Rueda KTM 1:40.744  |
| _______10_______ Joel Kelso KTM 1:40.772          |                                                    |                                                  |
|                                                   | _______11_______ Daniel Holgado Gas Gas 1:40.791   |                                                  |
|                                                   |                                                    | _______12_______ Luca Lunetta Honda 1:40.820     |
| _______13_______ Filippo Farioli Honda 1:41.228   |                                                    |                                                  |
|                                                   | _______14_______ Matteo Bertelle Honda 1:41.256    |                                                  |
|                                                   |                                                    | _______15_______ Ryusei Yamanaka KTM 1:41.556    |
| _______16_______ Scott Ogden Honda 1:41.704       |                                                    |                                                  |
|                                                   | _______17_______ Tatsuki Suzuki Husqvarna 1:41.894 |                                                  |
|                                                   |                                                    | _______18_______ David Almansa Honda 1:42.678    |
| _______19_______ Jacob Roulstone Gas Gas 1:41.658 |                                                    |                                                  |
|                                                   | _______20_______ Riccardo Rossi KTM 1:41.832       |                                                  |
|                                                   |                                                    | _______21_______ Nicola Carraro KTM 1:41.861     |
| _______22_______ Joel Esteban CFMoto 1:41.903     |                                                    |                                                  |
|                                                   | _______23_______ Xabi Zurutuza KTM 1:41.986        |                                                  |
|                                                   |                                                    | _______24_______ Vicente Pérez Honda 1:42.127    |
| _______25_______ Noah Dettwiler KTM 1:42.200      |                                                    |                                                  |
|                                                   | _______26_______ Tatchakorn Buasri Honda 1:42.725  |                                                  |
| ------------------------------------------------- | -------------------------------------------------- | ------------------------------------------------ |

Zdroj:

### Závod
| Pozice | Jezdec             | Motocykl  | Kola | Čas                       | Body |
| ------ | ------------------ | --------- | ---- | ------------------------- | ---- |
| 1      | David Alonso       | CFMoto    | 20   | 33:53.212                 | 25   |
| 2      | Ángel Piqueras     | Honda     | 20   | +0.175                    | 20   |
| 3      | Collin Veijer      | Husqvarna | 20   | +0.367                    | 16   |
| 4      | Daniel Holgado     | Gas Gas   | 20   | +0.295*                   | 13   |
| 5      | Iván Ortolá        | KTM       | 20   | +2.963                    | 11   |
| 6      | Luca Lunetta       | Honda     | 20   | +4.550                    | 10   |
| 7      | Joel Kelso         | KTM       | 20   | +4.722                    | 9    |
| 8      | Adrián Fernández   | Honda     | 20   | +5.574                    | 8    |
| 9      | Matteo Bertelle    | Honda     | 20   | +5.968                    | 7    |
| 10     | José Antonio Rueda | KTM       | 20   | +6.012                    | 6    |
| 11     | Tatsuki Suzuki     | Husqvarna | 20   | +6.043                    | 5    |
| 12     | Filippo Farioli    | Honda     | 20   | +9.258                    | 4    |
| 13     | Taiyo Furusato     | Honda     | 20   | +11.554                   | 3    |
| 14     | Stefano Nepa       | KTM       | 20   | +12.998                   | 2    |
| 15     | Ryusei Yamanaka    | KTM       | 20   | +15.479                   | 1    |
| 16     | Nicola Carraro     | KTM       | 20   | +17.275                   |      |
| 17     | David Almansa      | Honda     | 20   | +18.967                   |      |
| 18     | Scott Ogden        | Honda     | 20   | +19.296                   |      |
| 19     | Xabi Zurutuza      | KTM       | 20   | +30.796                   |      |
| 20     | Joel Esteban       | CFMoto    | 20   | +30.811                   |      |
| 21     | Jacob Roulstone    | Gas Gas   | 20   | +31.213                   |      |
| 22     | Noah Dettwiler     | KTM       | 20   | +34.722                   |      |
| 23     | Riccardo Rossi     | KTM       | 20   | +58.861                   |      |
| DNF    | David Muñoz        | KTM       | 9    | Pád                       |      |
| DNF    | Tatchakorn Buasri  | Honda     | 2    | Technický problém po pádu |      |
| DNS    | Vicente Pérez      | Honda     | 0    | Neodstartoval             |      |
| Zdroj  |                    |           |      |                           |      |

*Penalizace poklesu jednoho místa z důvodu porušení limitů tratě v posledním kole.

### Stav mistrovství po závodě
| 1 | David Alonso   | 271 | 1 | CFMoto    | 271 | 1 | CFMoto Valresa Aspar Team      | 313 |
| 2 | Daniel Holgado | 189 | 2 | KTM       | 251 | 2 | MT Helmets – MSi               | 270 |
| 3 | Collin Veijer  | 189 | 3 | Husqvarna | 206 | 3 | Liqui Moly Husqvarna Intact GP | 252 |
| 4 | Iván Ortolá    | 184 | 4 | Gas Gas   | 194 | 4 | Red Bull GasGas Tech3          | 239 |
| 5 | Ángel Piqueras | 118 | 5 | Honda     | 192 | 5 | Leopard Racing                 | 219 |